# Перший уряд Салви Киїра
Перший уряд Салви Киїра — південносуданський уряд першого президента країни Салви Киїра, що діяв з 2011 року по.

## Кабінет міністрів
Уряд налічував 31 міністерство:
| Міністерство                                                                                       | Міністр                 |
| -------------------------------------------------------------------------------------------------- | ----------------------- |
| Президент Південного Судану                                                                        | Салва Киїр              |
| Віце-президент Південного Судану                                                                   | Ріек Мачара             |
| Міністерство сільського і лісового господарства                                                    | Бетті Ахан Огваро       |
| Міністерство тваринних ресурсів та рибальства                                                      | Мартін Еліа Ломуро      |
| Міністерство у справах кабінету                                                                    | Денг Алор Куол          |
| Міністерство торгівлі, промисловості та інвестицій                                                 | Гаранг Діінг Акуонг     |
| Міністерство культури, молоді та спорту                                                            | Надія Apop Дуді         |
| Міністерство оборони та у справах ветеранів                                                        | Джон Конг Нуон          |
| Міністерство освіти, науки і техніки                                                               | Джозеф Юкел Абанго      |
| Міністерство енергетики та гребель                                                                 | Девід Ден Аторбей       |
| Міністерство охорони навколишнього середовища                                                      | Альфред Ладо Гор        |
| Міністерство фінансів і економічного планування                                                    | Кості Манібе Нгаю       |
| Міністерство закордонних справ та міжнародного співробітництва                                     | Ніал Ден Ніал           |
| Міністерство у справах жінок, соціального забезпечення та у справах релігії                        | Агнес Кваце Ласуба      |
| Міністерство охорони здоров'я                                                                      | Майкл Мілі Хусейн       |
| Міністерство вищої освіти, науки і техніки                                                         | Пітер Адвок Яба         |
| Міністерство житлового будівництва, територіального планування та охорони навколишнього середовища | Джемма Нуну Кумба       |
| Міністерство з гуманітарних питань та ліквідації наслідків стихійних лих                           | Джозеф Луал Акуїл       |
| Міністерство інформації і телерадіомовлення                                                        | Барнаба Маріял Бенцамін |
| Міністерство внутрішніх справ                                                                      | Елісон Манані Магая     |
| Міністерство меліорації і водних ресурсів                                                          | Пол Майом Акеч          |
| Міністерство юстиції                                                                               | Джон Локк Йок           |
| Міністерство праці, державної служби та розвитку людських ресурсів                                 | Куонг Даніер Гатлуак    |
| Міністерство національної безпеки                                                                  | Ояя Денг Аяк            |
| Міністерство у справах парламенту                                                                  | Майкл Макуе Ловез       |
| Міністерство нафти і гірничої справи                                                               | Стівен Дієху Дау        |
| Міністерство доріг та мостів                                                                       | Гіер Чуанг Алуонг       |
| Міністерство телекомунікацій і поштового зв'язку                                                   | Мадут Біар Єл           |
| Міністерство транспорту та дорожнього господарства                                                 | Агнес Поні Локуду       |
| Міністерство охорони дикої природи і туризму                                                       | Габріель Чангсон Чанг   |